# 北方探検
日本における北方探検（ほっぽうたんけん）は、18世紀にロシアなどのヨーロッパ諸国の船舶が多く日本に来航したため国防上の危機を感じた江戸幕府が、間宮林蔵や伊能忠敬などの探検家に行わせた一連の探検や、明治時代に明治政府が開拓使などに行わせた一連の調査である。
蝦夷地（現在の北海道）、樺太、千島列島やアムール川まで探検し、北方の情報収集や測量などをおこなった。

## 1785年・1786年の蝦夷地探検
江戸幕府の老中、田沼意次は『赤蝦夷風説考』に示された仙台藩医、工藤平助の献策を受け入れて幕府勘定奉行の松本秀持に蝦夷地の調査を命じた。松本は、『東遊記』の著者である平秩東作よりアイヌの人びとの風俗や蝦夷地の産物等について情報を得て、1784年（天明4年）10月、蝦夷地実地踏査を行うことを決定した。

## 明治政府の測量調査
安政2年（1855年）の日露和親条約（下田条約）で、択捉島以南の千島列島を日本領とすることが決定していた。明治2年（1869年）、政府は開拓使を派遣して蝦夷地を北海道と改称した。明治8年（1875年）には樺太・千島交換条約が締結され、日本は千島列島全島を領有することになり、島々に住んでいた日露の両国人は各々の国籍を持ったまま住むことが許可された。これを受けて、開拓使は明治9年（1876年）に千島18島を最南の得撫郡、中央部の新知郡、最北の占守郡の3郡に分割し、汽船「函館号」（船長・森本弘策）による千島列島の総合調査を行なった。これはジョン・ミルンの「千島列島火山巡航記」（1879年）に先行するもので、日本で最初の千島列島の総合調査である。
なお、千島列島については、明治26年～27年（1893年～1894年）に海軍大尉郡司成忠ら報効義会の隊員が軍事・拓殖を目的とした探検をしている。これには農商務省、内務省、東京地学協会が気象、風土、地理、潮流、北光、物産などの調査を委嘱している。しかし、軍艦用ボート3隻、和船2隻の計5隻で隅田川を出発するというもので、下北半島沖で遭難して18名の隊員を失ったが、測量艦「磐城」に救助されて択捉島に到達し、北洋物産の「泰洋丸」で捨子古丹島に行き、調査した。気象観測のため隊員9名を島に残し、郡司ら7名は「磐城」で占守島に行ってここで調査をし、翌年「磐城」で帰国した。占守島の調査は地勢、地味、樹木、気象、物産、海流、港湾などに及んでいる。なお、隊員の白瀬轟は交替隊員の4名とともに郡司らの帰国後も占守島に留まり、明治30年（1897年）に帰国している。捨子古丹島に残った9名の隊員はいずれも不慮の事故で死亡している。
また、アラスカ沿海からアリューシャン列島にかけては、阿部敬介の見聞録（1895年）がある。これは、彼がアメリカの税関巡遷艦ベーヤ号に乗船して、数年間アラスカ沿海やベーリング海を巡航した際の目撃談で、自然と地誌が詳細で、特にアリューシャン列島の火山について噴気の状態などをよく説明している。